# Імані
Надя Младжао (фр. Nadia Mladjao; нар. 5 квітня 1979 року, Мартіг, Франція), більш відома як Імані (фр. Imany) — французька афро-соул співачка коморського походження. Псевдонім Імані (Imani) мовою суахілі значить віра.

## Біографія
Надя народилася у Мартігу, поблизу Марселя у сім'ї вихідців з Коморських Островів.
В юності займалась стрибками у висоту. Була моделлю у Ford Models Europe. Жила сім років у США, перед тим як повернулась до Франції та почала кар'єру співачки.

## Дискографія

### Студійні альбоми
|                             | Назва                                                                     | Деталі | Найвищі позиції в чартах | Найвищі позиції в чартах | Найвищі позиції в чартах | Найвищі позиції в чартах | Найвищі позиції в чартах | Найвищі позиції в чартах | Найвищі позиції в чартах                | Сертифікації |
| FRA                         | Назва                                                                     | Деталі | BEL (Vl)                 | BEL (Wa)                 | GER                      | ITA                      | POL                      | SWI                      |                                         | Сертифікації |
| The Shape of a Broken Heart | - Випущений: 2011 - Лейбл: Think Zik! - Формати: CD, digital download     | 19     | 55                       | 47                       | 47                       | 10                       | 4                        | 36                       | - FRA: Платиновий - POL: 3 × Платиновий |              |
| Sous les jupes des filles   | - Випущений: 26 травня 2014 - Лейбл: Idol - Формати: CD, digital download | 84     | —                        | 120                      | —                        | —                        | 16                       | —                        |                                         |              |

### EP
- 2010: Acoustic Sessions

### Сингли

#### Як основна виконавиця
|                                | Сингл | Рік | Найвищі позиції в чартах | Найвищі позиції в чартах | Найвищі позиції в чартах | Сертифікації                | Альбом |
| FRA                            | Сингл | Рік | POL                      | ITA                      |                          | Сертифікації                | Альбом |
| «You Will Never Know»          | 2011  | 26  | 5                        | 2                        | - FIMI: 2 × Платиновий   | The Shape of a Broken Heart |        |
| «Please and Change»            | 2012  | —   | —                        | 81                       |                          | The Shape of a Broken Heart |        |
| «The Good The Bad & The Crazy» | 2014  | 79  | —                        | —                        |                          | Sous les jupes des filles   |        |

#### Запрошена виконавиця
| Сингл                                      | Рік  | Найвищі позиції в чартах | Найвищі позиції в чартах | Альбом |
| Сингл                                      | Рік  | FRA                      | BEL (Wa)                 | Альбом |
| ------------------------------------------ | ---- | ------------------------ | ------------------------ | ------ |
| «Le mystère féminin» (Кері Джеймс з Імані) | 2013 | 120                      | 10 (Ultratip)            |        |